# Diamonds (プリンセス プリンセスの曲)
「Diamonds」（ダイアモンド）は、プリンセス プリンセスの7枚目のシングル。1989年4月21日にCBSソニーから発売された。

## 解説
前作「GET CRAZY!」がドラマ主題歌となったことにより、徐々に知名度を上げていたプリンセス・プリンセスが、前作からちょうど半年ぶりにリリースした作品。前作で成し遂げられなかったオリコンシングルチャートTOP10入りを成し遂げ、ついには1位にまで上り詰める大ヒット曲となった。1993年10月21日には「世界でいちばん熱い夏」の再レコーディングバージョンが新たに収録されて再発売されている。
オリジナルキーはホ長調（終盤はヘ長調に転調）。歌詞に出てくる「針」というのは、当時まだ使われていたアナログレコードの針のことである。「ブラウン管」は、テレビのことである。
奥居はプリンセス・プリンセスの時はヴォーカルのみだが、子育てが一段落して復帰以降のソロライヴの時（Unlock the Girls、ビルボードライヴ）はピアノを弾きながら歌唱している。

## 売上
所属レコード会社でもあるソニーの「オーディオテープ」CMソングとなり、オリコンシングルチャートでも初登場2位を記録。いくつかの作品に阻まれながらも登場7週目にして自身初の1位を獲得。次作「世界でいちばん熱い夏」が1位になった週では、本作は3位を記録している。最終的にはミリオンセラーを記録し、同年のオリコン年間シングルチャートでも1位となった。2位は「世界でいちばん熱い夏」であり、1位・2位を独占する形となった。週間シングルチャートの100位以内には67週チャートインを記録した。また本作はプリンセス･プリンセスのシングルで唯一ミリオンを達成した、自己最高のヒットシングルである。累計売上は109.7万枚（オリコン調べ）。
2005年にNHKが実施した「スキウタ〜紅白みんなでアンケート〜」では、「Diamonds」が紅組57位にランクインした。

## 収録曲
全曲 作曲：奥居香、編曲：PRINCESS PRINCESS

### オリジナル版
8センチCD（規格品番：10EH-3272）、アナログ盤（07SH-3272）、カセット（10WH-3272）の3種が発売された。
1. Diamonds [5:01]
作詞：中山加奈子
ソニー「オーディオテープ」CMソング。オリジナル・アルバムには未収録。作曲者でボーカルの奥居香が当時交際していた男性の家に新年の挨拶に行った際、彼の両親から思いがけなくお年玉を貰い、幸せな気持ちになった帰り道にモータウンのリズムとメロディーと曲構成が浮かび、帰宅後MTRに向かって曲を仕上げたという。そのため、仮タイトルは「お年玉」だった[4]。
発売から12年後の2001年にはスズキ「Kei-SPORTS」CMソングとなり、同年8月8日には「世界でいちばん熱い夏／Diamonds ＜ダイアモンド＞」として両A面シングルで再発された。
2020年にはエースコック「スープはるさめ」のCMソングとなる。
2. M [4:33]
作詞：富田京子
前年1988年にリリースされたアルバム『LET'S GET CRAZY』からのカットで、プリンセス・プリンセスの代表曲のひとつに数えられる曲でもあるが、タイアップはなく、当初は単なるB面の曲でしかなかった。この曲には富田がイニシャル“M”の男性と破局した切ない思いを、その“仕返し”のつもりで歌詞にし、奥居が曲をつけて完成したといういきさつがある[5][6]。なお、奥居は当時、ロック色を全面に出したバンドにしたいとしていたことから、バラードであるこの曲は相応しくないとしてボツにしようとしていた。しかし周りのスタッフに止められて本作収録に至ったという[6]。
アルバムでの初出から26年後の2014年11月度日本レコード協会リリースにて、フル配信でのダウンロード数75万件に認定された[7]。初出が1980年代以前の楽曲としては、フル配信件数において史上最多記録となっている。
1996年と2000年に、高校の音楽教科書に掲載された[8]。
読売テレビ『ざまぁKANKAN!』のコーナー「失恋伝言板」の挿入歌として使用された。
NHK連続テレビ小説『だんだん』の劇中歌として使用された。
NHK BSプレミアム プレミアムドラマ『昨夜のカレー、明日のパン』の主題歌として使用された。
浜崎あゆみが2000年にリリースした「M」とは関連はないが、浜崎は自身の音楽番組『ayu ready?』内でプリンセス・プリンセスの「M」を歌唱したことがある。

### 1993年版
8センチCD（規格品番：SRDL-3724）のみの発売。
1. Diamonds (ダイアモンド)
2. M
3. 世界でいちばん熱い夏 ('92 mix)
作詞：富田京子

## カバー

### Diamonds
- 木口亜矢 - 2007年、CD『あやてぃ☆トランス～あやカーブ注意報～』
- i*Be（South to North Records所属のアイドルグループ） - 2009年、デビューシングル。
- High-King - 2009年、CD『チャンプル①〜ハッピーマリッジソングカバー集〜』（曲名は「DIAMONDS ＜ダイアモンド＞」）
- 岸谷新羅（福山潤） - 2010年、DVD『デュラララ!!vol.10』完全生産限定盤特典『カバーソングコレクションCD』
- 森三中 - 2011年、toto BIGのCM（奥居（黒沢かずこ）、中山（村上知子）、渡辺（大島美幸））
- 中川翔子 - 2011年、CD『しょこたん☆かばー4-2 〜しょこ☆ロック篇〜』
- 秋月律子（若林直美） - 2015年、CD『THE IDOLM@STER MASTER ARTIST 3 13 秋月律子』
- ノーランズ - 2017年、CD『SINGS J-POP』英語でカヴァー。
- 青野美沙稀 - 2017年、7インチ盤
- ClariS - 2019年、CD『SUMMER TRACKS -夏のうた-』
- Risky Melody - 2019年、CD『Diamonds Type A～C』
- 上白石萌音 - 2021年、CD『あの歌-2-』

### M
- ニコモノ - 2005年
- RYTHEM - 2006年（編曲は清水信之）
- NapsaQ - 2006年
- 山崎まさよし - 2007年、CD「COVER ALL-HO!」
- RSP - 2008年、「M～もうひとつのラブストーリー～」というタイトルで（編曲は前田和彦とEVIS BEATS）
- 篠崎愛[9] - 2008年
- エリック・マーティン - 2008年、英語でカバー。
- 比屋定篤子 - 2008年、CD「お気に入りのうた〜Favorite Songs〜」
- 茉奈 佳奈 - 2009年、CD「ふたりうた」
- つるの剛士 - 2009年、CD「つるのうた」
- 岡平健治 - 2009年、CD「I LOVE GM」
- サムライローズ - 2010年、CD「ルージュとマティーニ」
- 中西保志 - 2010年、CD「STANDARDS4」
- 矢野めぐみ - 2010年、CD「〜me’ssage〜」
- Lovers Electro - 2010年、CD「Lovers Electro」
- 山根万理奈 - 2012年、CD「STAR e.p.」
- SO-TA - 2012年、CD「SO-TA」
- 宏実 - 2013年、CD「Incomplete 〜Traces of 5 years〜」
- 華原朋美 - 2014年、CD「MEMORIES -Kahara Covers-」
- Ms.OOJA - 2014年、CD「WOMAN 2 〜Love Song Covers〜」
- 徳永英明 - 2016年、CD 「All Time Best Vocalist」
- Acid Black Cherry - 2017年、CD「Recreation 4」
- ハラミちゃん - 2020年、CD「ハラミ定食 ~Streetpiano Collection~」[10]
- 鬼龍院翔 - 2020年、通販限定CD『うたってきりりんぱ』